# McKesson Plaza
McKesson Plaza és un gratacel d'oficines de 38 pisos i 161 m situat a 1 Post Street i Market Street al Districte Financer de la ciutat de San Francisco, a l'estat de Califòrnia (Estats Units). L'edifici serveix com a seu de la farmacèutica McKesson Corporation.
Dissenyat per l'arquitecte Welton Becket, l'edifici va exemplificar la seva inclinació pels patrons geomètrics repetitius i les parets revestides de pedra natural. El disseny de l'arquitecte paisatgista SWA Group per al concorregut lloc triangular/planer va crear una obertura octogonal de dos nivells que condueix a una estació de trànsit ràpid de la zona de la badia, i flanquejada per arbres, botigues i una sèrie de graons de granit utilitzats per seients.